# Officine Galileo
Officine Galileo est un fabricant italien d’instruments scientifiques et astronomiques basé à Campi Bisenzio, dans la province de Florence.
La production d’instruments pour l’optique et l’optoélectronique est à l’avant-garde mondiale et fournit des instruments scientifiques avancés pour les satellites et les sondes spatiales. Un exemple est celui de certains détecteurs à bord de la mission Mars Express. Jusqu’en 1964, la production comprenait également des instruments d’enseignement scientifique.

## Historique
La proposition de fonder l’entreprise remonte à 1862, par l’astronome et fabricant d’instruments Giovanni Battista Amici, un scientifique bien connu de l’époque, « opticien et mécanicien qualifié », arrivé à Florence en 1831, appelé par le grand-duc Léopold II avec la tâche de diriger La Specola et le Musée de physique. Amis pour surmonter les difficultés et les coûts de fourniture d’instruments scientifiques, objets pour lesquels, compte tenu du manque de structure industrielle, le Grand-Duché dépendait fortement des importations, ont décidé de créer un atelier qui, en 1864, prendrait le nom de « Officina Galileo ». À la mort d’Amici en 1863, l’atelier traversa une période de crise, qui fut surmontée grâce au successeur d’Amici, le scientifique pisan Giovanni Battista Donati avec l’aide d’Angelo Vegni, un autre scientifique.
Après la mort de Donati en 1873, la production s’est étendue aux outils électriques et d’éclairage. Quarante travailleurs qualifiés étaient employés à cette époque. Initialement, les laboratoires étaient logés dans les bâtiments de l’Institut technique toscan, puis en 1870, ils ont été transférés dans une nouvelle salle à la barrière de la Cure dans la banlieue de Florence. Les excellents instruments produits ont été adoptés par les observatoires d’Arcetri, Asiago et Merate.
En 1875, avec l’achat du terrain sur lequel se trouve l’atelier, Angelo Vegni reste l’unique propriétaire de l’atelier. À la mort de Vegni, qui a eu lieu en 1883, il a laissé héritier universel un Institut agricole à fonder sous le nom d’Istituto Agrario Vegni dans sa ferme de Capezzine dans la municipalité de Cortone. L’Institut ne s’intéresse pas à Galileo, de sorte que la société traverse une période de crise économique profonde. En 1895, une société en commandite a été créée, avec l’associé commandité est l’ingénieur Giulio Martinez et limitée par l’Istituto Agrario Vegni. La nouvelle société qui conserve le nom Officina Galileo a commencé l’activité le 1er juillet 1896 et a commencé dans ce domaine la production d’instruments optiques pour la Regia Marina, en particulier des périscopes et des télémètres, production qui se poursuivra tout au long de la Seconde Guerre mondiale.

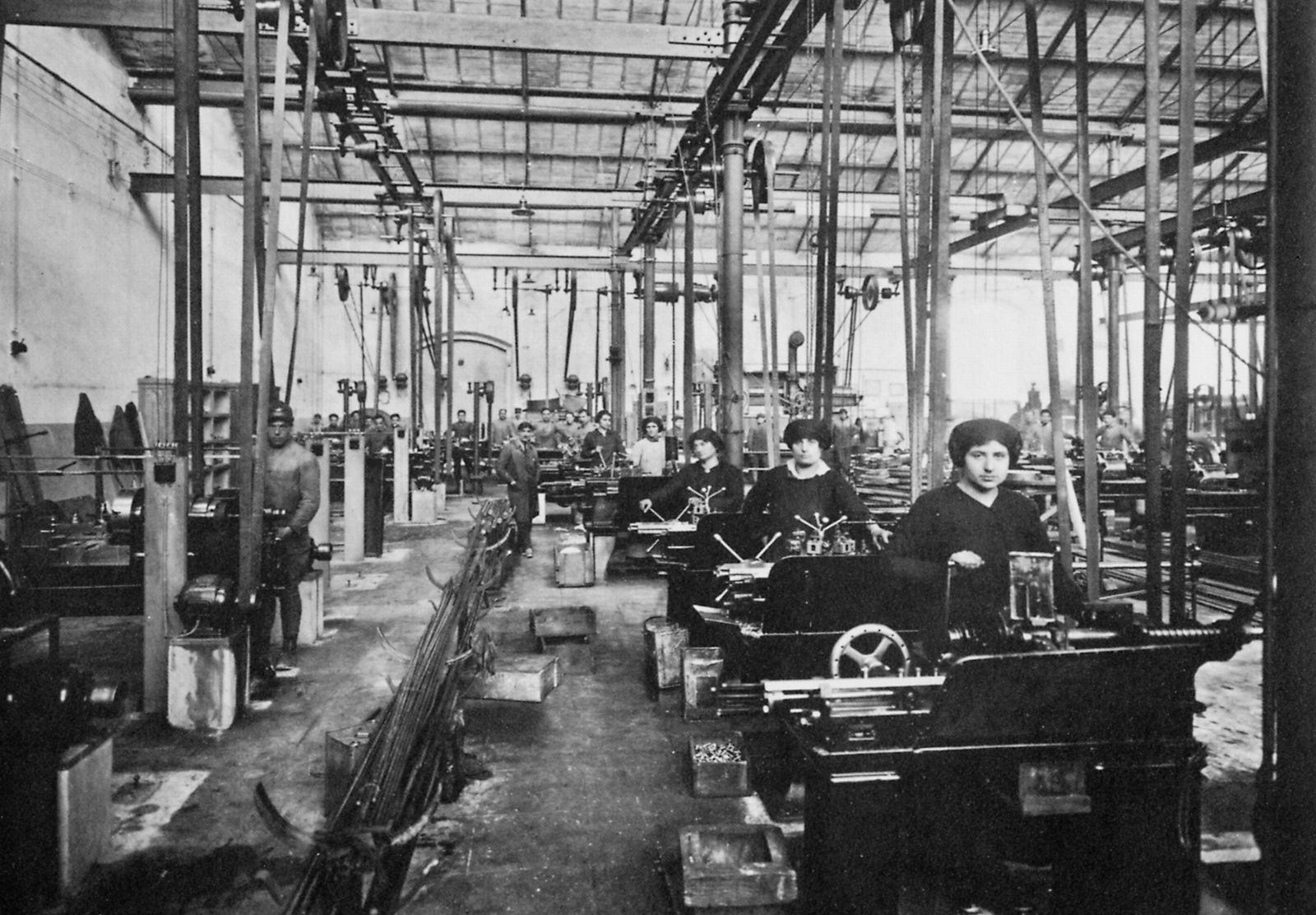
Les femmes au travail dans l’office Galileo (photo Alinari). Date inconnue

En 1899, l’Istituto Agrario Vegni se retira de la société et vendit sa part. Le 17 mars 1907, l’assemblée générale des actionnaires décida de dissoudre la Société et, le 4 avril 1907, elle créa la Società anonima per azioni Officine Galileo. L’un des deux vice-présidents du conseil d’administration était le scientifique Guglielmo Marconi. En juillet de la même année, un terrain a été acheté à Rifredi et en mai 1909, le transfert de machines a commencé à l’usine de Rifredi où le 27 septembre de la même année, l’activité régulière d’Officine Galileo a commencé.
Entre 1909 et 1911, le premier pavillon de production de machines textiles a été construit à Rifredi appelé « M » et se composait d’un premier noyau, ayant un type structurel avec des travées en fer et en verre avec des piliers en fonte, et une expansion ultérieure en béton armé, construit entre 1914 et 1918. Les dernières extensions, réalisées à l’approche de la Première Guerre mondiale, concernent le logement des ouvriers et les locaux de la cantine. Après la crise, due à la Première Guerre mondiale, la période de plus grande splendeur pour Galilée est celle de l’entre-deux-guerres grâce aux grandes commandes pour la Regia Marina. Pendant la guerre, il y avait plus de 8000 employés dans l’usine de Rifredi et l’antenne des premiers radars installés sur les navires italiens a été construite par l’officine Galileo, ainsi que des centres de direction de tir et des télémètres stéréoscopiques.
L’Officina Galilei de Florence a été sauvée par une équipe armée, composée d’amis étudiants universitaires et de « pompiers » - des travailleurs de Galilée lui-même -. envoyé par le CTNL Fiorentino et commandé par « Nelson » (Giuliano Calcini) qui, parmi les tirs amis des Alliés, empêcha sa destruction par les nazis en retraite. Le 19 septembre 1945, les travailleurs fondent la fondazione Lavoratori Officine Galileo (FLOG) afin de collaborer à la renaissance culturelle de la ville. Après la guerre, l’entreprise se retrouva lourdement pénalisée, avec de nombreuses machines qui, à la fin de 1943, avaient été transférées dans le nord de l’Italie, à l’atelier de Battaglia Terme, où les Alliés et les Allemands en retraite avaient fait exploser la plupart des machines restantes.
L’activité de production, après la guerre, n’a été autorisée par les Alliés que pour la réalisation de produits non stratégiques. Le problème de la conversion des activités militaires en civiles, cependant, a été résolu grâce à l'expérience acquise dans un grand nombre de secteurs, de sorte qu’en 1945 un plan de développement a été préparé qui a favorisé la production civile et, une fois de plus, les secteurs d’activité étaient vastes, allant de l’instrumentation électrique à l’équipement à vide poussé et en particulier la production de machines et de métiers à tisser pour l’industrie textile a été développée également en raison de la présence de prato à proximité qui, à la fin de la guerre, a détruit plus de 40% des machines et des usines textiles.

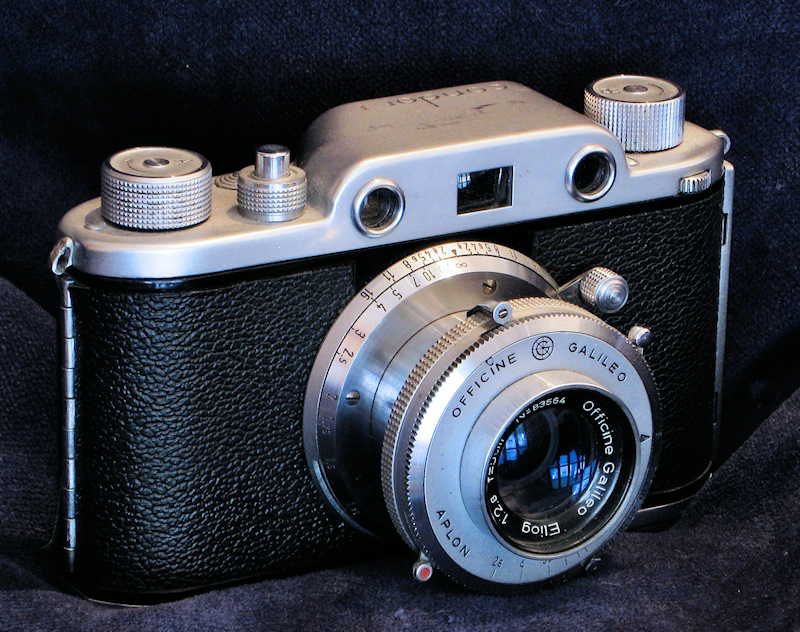
L’appareil télémétrique Condor I.

Dans le cadre de la conversion de l’industrie de guerre après la Seconde Guerre mondiale, Galileo a développé la production d’appareils photo bon marché mais de bonne qualité sur le modèle des modèles prestigieux produits par le Leica allemand, en particulier en référence au Leica III. Le premier produit en 1947 fut le Condor I, un 24×36 plein format de 35 mm équipé d’un télémètre, commercialisé par Ferrania. Viennent ensuite le Condor Junior simplifié, le Candog destiné au marché australien, la version économique Condoretta et enfin en 1952 le Condor II équipé d’un objectif Esaog 50 mm f/2.0 à six objectifs, l’objectif le plus brillant entièrement fabriqué en Italie. La production de caméras prendra fin au milieu des années cinquante; cependant, la branche milanaise construira à partir de 1953, et pendant une dizaine d’années, une microcaméra (format 12×17 mm) sur film 16 mm, similaire au plus célèbre Minox. L’appareil, appelé GAMI (Galileo Microcamera ou Galileo Milano) présente des caractéristiques d’excellence, non inférieures à celles du célèbre concurrent allemand: viseur avec télémètre couplé, obturateur avec lattes métalliques sur le plan focal avec des temps de 1 à 1/1000 s, photomètre intégré et moteur à ressort, objectif 25 mm F / 1.9 (Galileo Esamitar), une large gamme d’consulté leires tels que des trépieds, objectifs macro, add-ons optiques, loupes, développeurs, etc.
Entre la fin de 1958 et le début de 1959, l’Officine Galileo sera l’épicentre de l’un des principaux conflits de l’histoire de Florence. Les travailleurs se battent pour éviter les près d’un millier de licenciements décidés par la direction pour tenter de mettre fin à une présence syndicale et politique dans l’usine qui n’a pas été égratignée jusque-là. Après les premières manifestations, les travailleurs sont arrivés pour occuper l’usine le 10 janvier 1959, lorsque 530 lettres de licenciement sont arrivées. Pour gérer la protestation, la Commission interne dirigée par Gianfranco Bartolini est dirigée. Le 27 janvier, après l’expulsion de l’usine, la ville est le théâtre d’affrontements féroces entre manifestants et policiers qui durent toute la journée. Le conflit se termine par une importante victoire syndicale. En fait, l’accord prévoit 400 licenciements effectifs et démissions volontaires, mais presque tous auront une énorme bonne sortie et délocalisation vers d’autres entreprises ou dans le secteur public.
En 1980, le siège social a été transféré de Rifredi à la toute nouvelle colonie de Campi Bisenzio. En 1994, Officine Galileo a fusionné avec SMA-Maritime and Air Signalling de l’EFIM. Le secteur textile, qui avant même le transfert à Campi di Bisenzio s’était détaché de l’Officine Galileo constituant la Mecque galileo, se ferme après quelques années après le transfert à Campi di Bisenzio, car il n’est plus compétitif et les employés sont réintégrés dans l’Officine Galileo.
L’entreprise qui, à partir de la fin du XIXe siècle, appartenait à Ing. Giulio Martinez, est resté lié jusqu’aux années cinquante à une entreprise familiale. Par la suite au Martinez, la propriété est passée à des entreprises: d’abord financière, sadE (Società Adriatica di Elettricità), puis Montedison, Bastogi Sistemi, Efim et enfin Finmeccanica (aujourd’hui Leonardo). Le nom sera substantiellement maintenu jusqu’à la fin de 2001, quand, à la suite de changements dans la structure de propriété, la Société prendra le nom de Galileo Avionica qui changera à nouveau, en 2010, dans SELEX Galileo et par la suite dans Selex ES après la fusion avec d’autres sociétés du groupe. Depuis le 1er janvier 2016, dans le cadre du projet « One Company », Selex ES a également fusionné avec les autres sociétés du groupe pour former l’entité unitaire Finmeccanica S.p.a. qui a ensuite pris le nom de Leonardo S.p.a.
Avec le transfert de propriété à Finmeccanica, d’autres changements majeurs ont eu lieu, car il a été décidé que l’activité principale de la société devait être concentrée dans les secteurs militaire et spatial, de sorte que d’autres secteurs, dans lesquels « Officine Galileo » était un leader mondial, sont vendus: le secteur du vide poussé va constituer le système de vide Galileo du groupe F.A.T.A. basé à Prato, le secteur de la pneumétrie est vendu à LTF SpA basée à Antegnate dans la province de Bergame, le secteur de la photogrammétrie est Galileo Siscam basé à Florence; d’autres secteurs traditionnels, l’instrumentation électrique, l’instrumentation optique, la photographie, etc. avaient déjà été abandonnés avant même de quitter le siège de Rifredi.

## Bibliothèque et archives
Il convient de noter la bibliothèque de l’entreprise, qui conserve environ 4 800 textes et de nombreux périodiques liés à la mécanique, à l’optique, à la technologie du vide, au génie militaire et à l’informatique. Une partie des fonds de la bibliothèque et des archives a été donnée au siège de l’ingénierie de la Bibliothèque des sciences technologiques de l’Université de Florence, et est composée de plus de 1000 monographies, magazines et brochures concernant l’électricité, l’électromagnétisme, l’optique et d’autres branches de l’ingénierie, y compris l’armée, comprend également une archive (numérisée et envoyée pour publication) de quelques milliers de plaques photographiques et photos sur papier d’instrumentation technique et de cartographie.